# Gabberia
Gabberia é uma vila no distrito de Haora, no estado indiano de Bengala Ocidental.

## Demografia
Segundo o censo de 2001, Gabberia tinha uma população de 4974 habitantes. Os indivíduos do sexo masculino constituem 51% da população e os do sexo feminino 49%. Gabberia tem uma taxa de literacia de 64%, superior à média nacional de 59,5%: a literacia no sexo masculino é de 70% e no sexo feminino é de 57%. Em Gabberia, 16% da população está abaixo dos 6 anos de idade.